# Jia-A League 1998
La stagione 1998 è stata la decima edizione della Marlboro Jia-A League, trentanovesima stagione della massima serie cinese di calcio. Il campionato è stato ampliato a 14 squadre, è iniziato il 22 marzo 1998 e si è concluso il 25 ottobre 1998, dove ha visto il Dalian Wanda vincere il terzo scudetto consecutivo.

## Squadre partecipanti
| Club              | Città    | Stadio                           | Stagione precedente |
| ----------------- | -------- | -------------------------------- | ------------------- |
| Bayi              | Pechino  |                                  | 10º posto in Jia-A  |
| Beijing Guoan     | Pechino  | Stadio dei Lavoratori di Pechino | 3º posto in Jia-A   |
| Dalian Wanda      | Dalian   | Stadio Jinzhou                   | Campione di Cina    |
| Guangzhou Apollo  | Canton   |                                  | 8º posto in Jia-A   |
| Guangzhou Songri  | Canton   |                                  | 4º posto in Jia-B   |
| Qianwei Huandao   | Wuhan    |                                  | 5º posto in Jia-A   |
| Qingdao Hainiu    | Tsingtao |                                  | 9º posto in Jia-A   |
| Shandong Taishan  | Jinan    |                                  | 6º posto in Jia-A   |
| Shanghai Shenhua  | Shanghai | Stadio di Shanghai               | 2º posto in Jia-A   |
| Shenyang Haishi   | Shenyang |                                  | 3º posto in Jia-B   |
| Shenzhen Pingan   | Shenzhen |                                  | 2º posto in Jia-B   |
| Sichuan Quanxing  | Chengdu  |                                  | 7º posto in Jia-A   |
| Wuhan Hongjinlong | Wuhan    |                                  | 1º posto in Jia-B   |
| Yanbian Aodong    | Yanji    |                                  | 4º posto in Jia-A   |

## Classifica finale
|                 | Pos. | Squadra           | Pt | G  | V  | N  | P  | GF | GS | DR  |
| --------------- | ---- | ----------------- | -- | -- | -- | -- | -- | -- | -- | --- |
| Cina (bandiera) | 1.   | Dalian Wanda      | 62 | 26 | 19 | 5  | 2  | 64 | 16 | +48 |
|                 | 2.   | Shanghai Shenhua  | 45 | 26 | 11 | 12 | 3  | 43 | 23 | +20 |
|                 | 3.   | Beijing Guoan     | 43 | 26 | 10 | 13 | 3  | 32 | 19 | +13 |
|                 | 4.   | Guangzhou Songri  | 36 | 26 | 10 | 6  | 10 | 23 | 33 | -10 |
|                 | 5.   | S. Guancheng      | 34 | 26 | 8  | 10 | 8  | 32 | 34 | -2  |
|                 | 6.   | Qingdao Hainiu    | 32 | 26 | 8  | 8  | 10 | 24 | 30 | -6  |
|                 | 7.   | Qianwei Huandao   | 32 | 26 | 8  | 8  | 10 | 29 | 29 | 0   |
|                 | 8.   | Wuhan Hongjinlong | 32 | 26 | 8  | 8  | 10 | 26 | 33 | -7  |
|                 | 9.   | Shandong Taishan  | 32 | 26 | 8  | 8  | 10 | 39 | 40 | -1  |
|                 | 10.  | Shenyang Haishi   | 31 | 26 | 7  | 10 | 9  | 19 | 28 | -9  |
|                 | 11.  | Yanbian Aodong    | 31 | 26 | 9  | 4  | 13 | 25 | 31 | -6  |
|                 | 12.  | Shenzhen Pingan   | 30 | 26 | 7  | 9  | 10 | 29 | 43 | -14 |
|                 | 13.  | Bayi              | 29 | 26 | 8  | 5  | 13 | 27 | 37 | -10 |
|                 | 14.  | Guangzhou Apollo  | 20 | 26 | 4  | 8  | 14 | 25 | 41 | -16 |

Legenda:

      Campione della Cina e ammessa al Campionato d'Asia per club 1999-2000
       Ammessa alla Coppa delle Coppe dell'AFC 1999-2000.
       Retrocessa in Jia-B League 1999

Note:
Tre punti a vittoria, uno a pareggio, zero a sconfitta.
In caso di parità di punti, vale la discriminante della classifica avulsa.

## Statistiche

### Squadre

#### Capoliste solitarie
|    | ——   | —— | ——   | —— | ——           | ——           | ——           | ——           | ——           | ——           | ——           | ——           | ——           | ——           | ——           | ——           | ——           | ——           | ——           | ——           | ——           | —— |  |
|    | Qian |    | Sich |    | Dalian Wanda | Dalian Wanda | Dalian Wanda | Dalian Wanda | Dalian Wanda | Dalian Wanda | Dalian Wanda | Dalian Wanda | Dalian Wanda | Dalian Wanda | Dalian Wanda | Dalian Wanda | Dalian Wanda | Dalian Wanda | Dalian Wanda | Dalian Wanda | Dalian Wanda |    |  |
|    |      |    |      |    |              |              |              |              |              |              |              |              |              |              |              |              |              |              |              |              |              |    |  |
|    |      |    |      |    |              |              |              |              |              |              |              |              |              |              |              |              |              |              |              |              |              |    |  |
| 1ª | 2ª   | 3ª | 4ª   | 5ª | 6ª           | 7ª           | 8ª           | 9ª           | 10ª          | 11ª          | 12ª          | 13ª          | 14ª          | 15ª          | 16ª          | 17ª          | 18ª          | 19ª          | 20ª          | 21ª          | 22ª          |    |  |

#### Classifica in divenire
|                   | 1ª | 2ª | 3ª | 4ª | 5ª | 6ª  | 7ª  | 8ª | 9ª | 10ª | 11ª | 12ª | 13ª | 14ª | 15ª | 16ª | 17ª | 18ª | 19ª | 20ª | 21ª | 22ª | 23ª | 24ª | 25ª | 26ª |
| ----------------- | -- | -- | -- | -- | -- | --- | --- | -- | -- | --- | --- | --- | --- | --- | --- | --- | --- | --- | --- | --- | --- | --- | --- | --- | --- | --- |
| August 1st        | 0  | 0  | 0* | 3  | 3  | 9*  | 9   | 9  | 9  | 9   | 10  | 10  | 11  | 11  | 14  | 15  | 16  | 16  | 19  | 22  | 22  | 22  | 25  | 26  | 29  | 29  |
| Beijing Guoan     | 1  | 4  | 5  | 5* | 5* | 6   | 12* | 13 | 16 | 20* | 21  | 22  | 22  | 25  | 25  | 28  | 29  | 29  | 30  | 31  | 34  | 35  | 36  | 39  | 40  | 43  |
| Dalian Wanda      | 3  | 4  | 4* | 7  | 10 | 16* | 19  | 19 | 22 | 25  | 25  | 26  | 27  | 30  | 33  | 36  | 39  | 42  | 45  | 48  | 51  | 54  | 57  | 60  | 61  | 62  |
| Guangzhou Apollo  | 1  | 1  | 2  | 3  | 6  | 6   | 6   | 6  | 6  | 7   | 8   | 9   | 10  | 10  | 13  | 13  | 13  | 13  | 13  | 13  | 13  | 16  | 16  | 19  | 19  | 20  |
| Guanghzou Songri  | 0  | 1  | 1  | 2  | 5  | 8   | 8   | 8  | 9  | 10  | 13  | 16  | 19  | 19  | 22  | 23  | 26  | 27  | 30  | 30  | 33  | 33  | 33  | 33  | 36  | 36  |
| Qianwei Huandao   | 3  | 6  | 7  | 7  | 8  | 8   | 9   | 12 | 13 | 13  | 14  | 14  | 15  | 18  | 18  | 21  | 24  | 25  | 26  | 26  | 26  | 29  | 29  | 29  | 29  | 32  |
| Qingdao Hainiu    | 3  | 4  | 4  | 7  | 10 | 10  | 13  | 13 | 13 | 14  | 14  | 17  | 18  | 19  | 22  | 23  | 23  | 23  | 23  | 23  | 26  | 27  | 30  | 31  | 31  | 32  |
| Shandong Luneng   | 0  | 1  | 2  | 2  | 2  | 5   | 8   | 11 | 11 | 14  | 14  | 15  | 18  | 19  | 20  | 20  | 21  | 22  | 22  | 22  | 25  | 25  | 28  | 31  | 31  | 32  |
| Shanghai Shenhua  | 3  | 4  | 7  | 7  | 8  | 9   | 12  | 15 | 18 | 19  | 22  | 23  | 24  | 25  | 28  | 29  | 32  | 33  | 34  | 37  | 38  | 41  | 44  | 44  | 44  | 45  |
| Shenyang Haishi   | 0  | 1  | 1  | 1  | 2  | 5   | 5   | 8  | 9  | 12  | 13  | 14  | 17  | 18  | 18  | 18  | 21  | 22  | 23  | 24  | 24  | 27  | 27  | 27  | 30  | 31  |
| Shenzhen Pingan   | 1  | 2  | 2  | 2  | 2  | 2   | 5   | 5  | 6  | 9   | 12  | 13  | 14  | 14  | 14  | 14  | 15  | 18  | 21  | 22  | 23  | 23  | 26  | 27  | 30  | 30  |
| Sichuan Quanxing  | 1  | 2  | 5  | 8  | 9  | 12  | 12  | 15 | 16 | 17  | 17  | 18  | 19  | 22  | 23  | 23  | 23  | 24  | 24  | 27  | 27  | 27  | 28  | 31  | 31  | 34  |
| Wuhan Hongjinlong | 3  | 4  | 7  | 7  | 7  | 7   | 8   | 9  | 10 | 10  | 11  | 12  | 12  | 12  | 12  | 15  | 15  | 18  | 21  | 24  | 24  | 27  | 27  | 28  | 31  | 32  |
| Yanbian Aodong    | 0  | 1  | 1  | 4  | 4  | 4   | 4   | 7  | 10 | 10  | 13  | 14  | 14  | 17  | 17  | 20  | 20  | 23  | 23  | 24  | 27  | 27  | 27  | 27  | 30  | 31  |